# París-Roubaix 1964
La París-Roubaix 1964 fou la 62a edició de la París-Roubaix. La cursa es disputà el 19 d'abril de 1964 i fou guanyada pel neerlandès Peter Post, que s'imposà a l'esprint en l'arribada a Roubaix en un grup format per 4 ciclistes. Aquesta ha estat l'edició més ràpida de la història d'aquesta cursa, en recórrer la distància a una velocitat de 45,129 km/h. Segon i tercer foren els belgues Benoni Beheyt i Yvo Molenaers. Amb aquesta victòria Post trencà una ratxa de 7 anys consecutius en què la victòria anava a parar a mans belgues.
137 ciclistes van prendre la sortida, acabant 81 d'ells.

## Classificació final
|    | Ciclista           | Equip                        | Temps      |
| -- | ------------------ | ---------------------------- | ---------- |
| 1  | Peter Post         | Flandria-Romeo               | 5h 52' 19" |
| 2  | Benoni Beheyt      | Wiel's-Groene Leeuw          | m. t.      |
| 3  | Yvo Molenaers      | Wiel's-Groene Leeuw          | m. t.      |
| 4  | Willy Bocklant     | Flandria-Romeo               | m. t.      |
| 5  | Louis Proost       | Solo-Superia                 | + 2' 28"   |
| 6  | Frans Melckenbeeck | Mercier-BP-Hutchinson        | + 2' 32"   |
| 7  | Jean Stablinski    | St.Raphael-Gitane-Campagnolo | m. t.      |
| 8  | Jan Janssen        | Pelforth-Sauvage-Lejeune     | m. t.      |
| 9  | Gilbert Desmet     | Wiel's-Groene Leeuw          | m. t.      |
| 10 | Tom Simpson        | Peugeot-BP-Englebert         | m. t.      |